# Ernst Möller
Ernst Möller (Kiel, 19 augustus 1891 – 8 november 1916) was een Duits voetballer.

## Loopbaan
Möller begon zijn carrière in 1910 bij Kieler FV Holstein 02. In 1912 werd hij Noord-Duits kampioen met de club en speelde zo de eindronde om de landstitel. Na overwinningen op BFC Preußen en SpVgg 1899 Leipzig-Lindenau plaatste de club zich voor de finale tegen Karlsruher FV. In de 52ste minuut zette Möller een strafschop om en bezorgde Kiel zo de eerste en tot dusver enige landstitel in de geschiedenis.
Tussen 1911 en 1913 speelde hij ook negen interlands. Hij maakte zijn debuut op 14 april 1911 in het gelijkspel tegen Engeland en maakte zelfs beide doelpunten. Op 18 juni 1911 speelde hij zijn enige interland die Duitsland winnend afsloot. Tegen Zweden werd het 2-4. Van zijn volgende zeven wedstrijden verloor hij er zes. Zijn laatste wedstrijd was de 6-2 nederlaag tegen België op 23 november 1913 in Antwerpen.
Hij sneuvelde aan het front tijdens de Eerste Wereldoorlog in 1916.